# Complexo Museológico Nacional Astra
O Complexo Museológico Nacional Astra (em romeno: Complexul Național Muzeal „Astra”) é um conjunto de museus da cidade de Sibiu, na região histórica da Transilvânia, Roménia. O complexo junta sob a mesma administração quatro museus de etnologia, vários laboratórios de conservação e investigação, um centro de documentação, uma editora e um estúdio especializado na produção de documentários antropológicos. O complexo é herdeiro do Museu Astra, fundado em 1905 pela associação cultural local Associação Transilvana de Literatura Romena e Cultura Popular Romena (Asociaţia Transilvană pentru Literatura Română şi Cultura Poporului Român).
A principal unidade do complexo é o Museu Astra da Civilização Popular Tradicional (Muzeul Civilizaţiei Populare Tradiţionale „Astra”), um museu etnográfico e de arquitetura popular situado na reserva natural da de Dumbrava Sibiului, nos arredores de Sibiu. Os outros espaços museológicos encontram-se na Piața Mică ("Praça Pequena"): o Museu Franz Binder de Etnografia Universal (Muzeul de Etnografie Universală „Franz Binder”), o Museu da Civilização Transilvana (Muzeul Civilizației Transilvane) e o Museu Emil Sigerus de Etnografia Saxã e Arte Popular (Muzeul de Etnografie şi Artă Populară Săsească „Emil Sigerus”).

## História
Em 1897, a associação cultural romena Astra decidiu fundar um museu da civilização romena como "abrigo para conservar o passado", quando a Transilvânia ainda era uma possessão da Áustria-Hungria. O museu foi aberto em 1905, no que é atualmente o Palácio Astra, cuja construção foi financiada por uma subscrição pública. Em 1940, na sequência da perda da Segunda Arbitragem de Viena, que determinou que a posse da Transilvânia do Norte passasse para a Hungria, foi proposto um plano de criar um novo museu etnográfico em Sibiu para substituir o que existia em Cluj desde 1929 e que então ficou em território húngaro. A Segunda Guerra Mundial e o governo comunista que se lhe seguiu atrasaram vinte anos a criação desse museu, durante os quais o antigo Museu Astra esteve encerrado devido a questões ideológicas.[carece de fontes?]
Graças ao trabalho do etnógrafo local Cornel Irimie no final da década de 1950 e início da década de 1960, a Academia Romena decidiu avançar com o projeto de criar um museu ao ar livre em Sibiu tendo como principal tema a tecnologia popular. O "Museu das Técnicas Populares" (Muzeul Tehnicii Populare) foi abriu ao público em 1967 em Dumbrava Sibiului. Até 1990, o museu funcionou como um ramo do complexo do Museu Brukenthal. A partir de 1971, o museu ao ar livre começou a orientar-se para a civilização popular, passando a incluir elementos da vida quotidiana, como casas e edifícios comunitários.
O complexo museuológico foi criado em 2001, incluindo, além do museu de Dumbrava, o Museu Franz Binder de Etnografia Universal, o Museu da Civilização Transilvana e o Museu Emil Sigerus de Etnografia Saxã e Arte Popular. Os dois primeiros foram inaugurados em 1993 e o terceiro em 1998.

## Museu Astra da Civilização Popular Tradicional

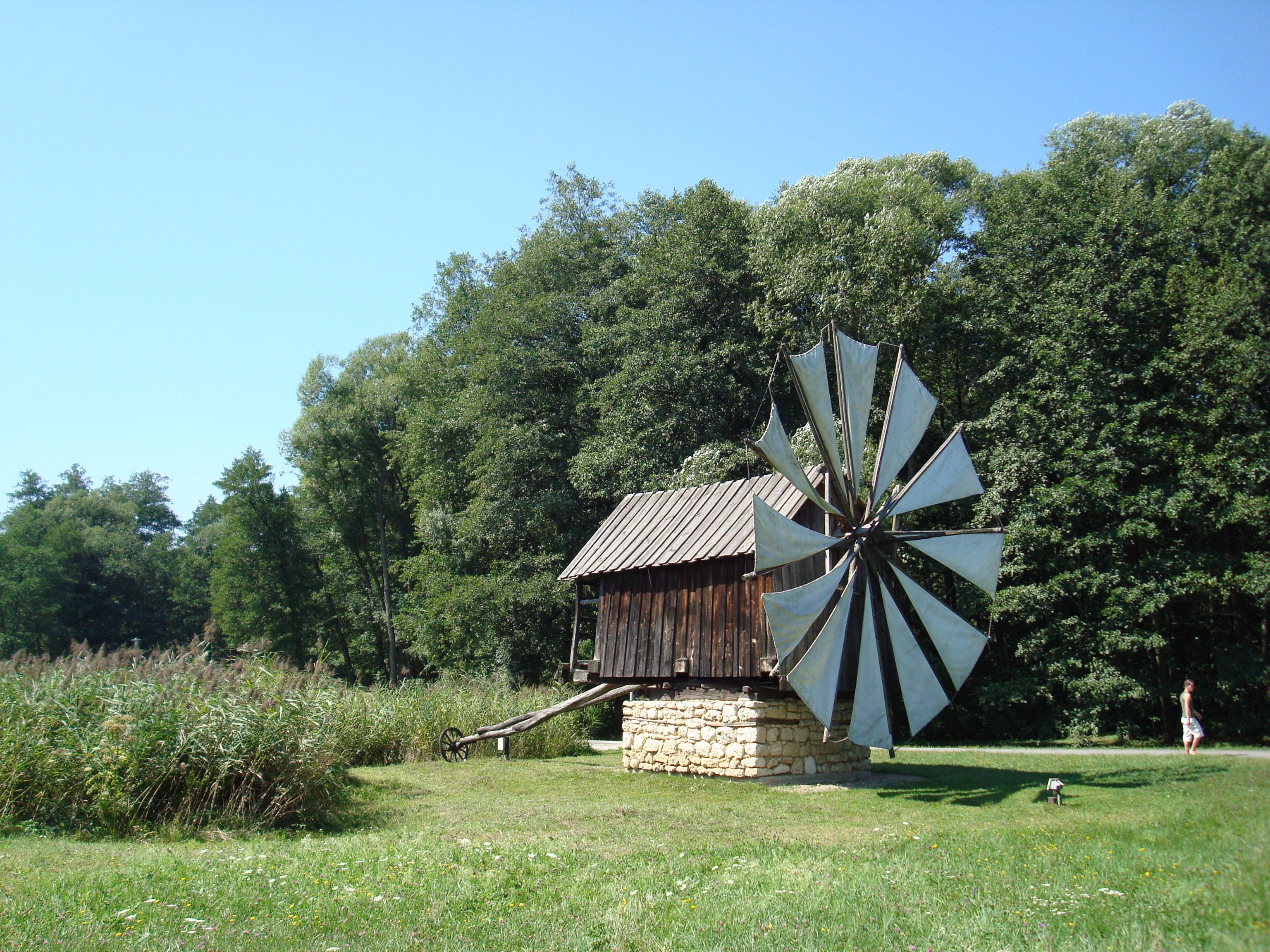
Moinho de vento no Museu Astra da Civilização Popular Tradicional

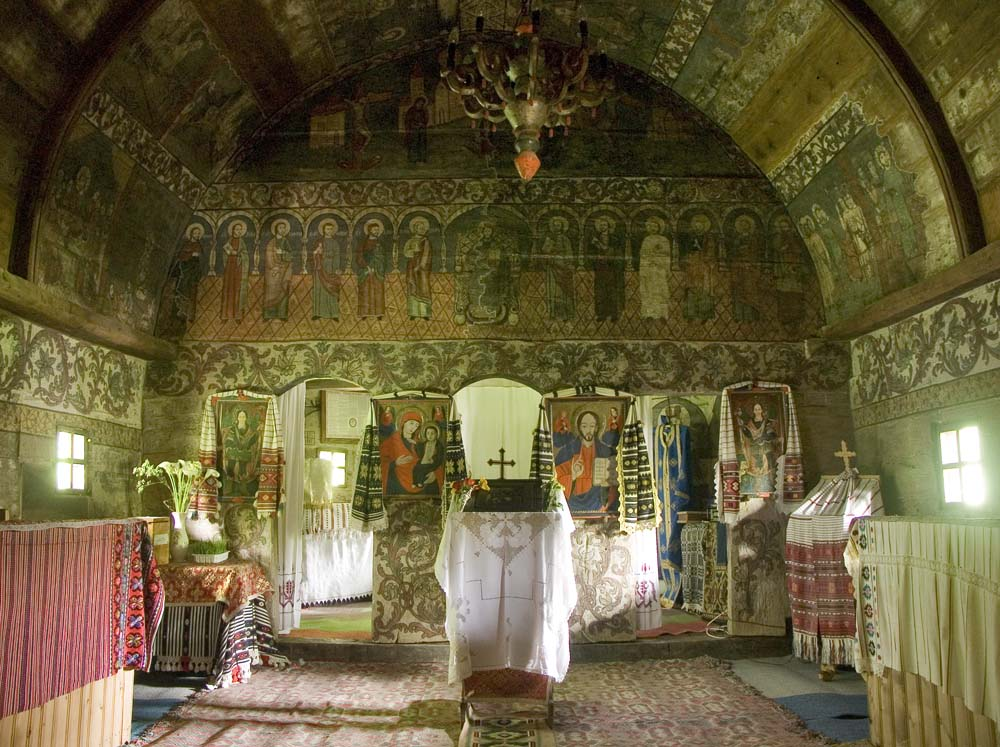
Interior da igreja de madeira de, na comuna de Gârbou do distrito de Sălaj, trasladada para o Museu Astra da Civilização Popular Tradicional

O Museu Astra da Civilização Popular Tradicional (Muzeul Civilizaţiei Populare Tradiţionale „Astra”) situa-se na floresta de Dumbrava, 3 km a sul de Sibiu, na estrada para Rășinari. Ocupa uma áre ade 96 hectares, o que faz dele o maior museu ao ar livre da Roménia e um dos maiores da Eurapa Central e Oriental. Tem casas e oficinas tradicionais da Roménia pré-industrial. Há mais de 200 casas e outros edifícios na floresta, em redor de dois lagos artificiais, com mais de 10 km de caminhos pedestres entre eles.
As exposição estão organizadas em seis grupos temáticos:
- produção de alimentos e pecuária
- meios de transporte
- fabrico de objetos domésticos
- Edifícios públicos
- escultura monumental

Entre os edifícios mais populares está um grupo de moinhos de vento da região de Dobruja, uma área de jogos para popice (uma espécie arcaica de bólingue) do mosteiro de Păltiniș uma mina dos montes Apuseni, alguns moinhos de água, uma balsa de madeira e uma rede de pesca do delta do Danúbio. Há também casas de pastores, olarias, oficinas de ferreiros, uma estalagem, um bar e uma pavilhão de dança. Outra das atrações é uma igreja de madeira do Norte da Transilvânia, trazida em 1990–1992 da aldeia de Bezded, no distrito de Sălaj.
No museu ocorrem diversos eventos anuais. O mais popular deles é a Feira de Artesãos Populares, que se realiza todos os verões no período da Dormição de Maria, um feriado da Igreja Ortodoxa em meados de agosto. Há também um pavilhão de exposições permanentes e temporárias.

## Museu Franz Binder de Etnografia Universal
Instalado na "Casa Hermes" da Piața Mică ("Praça Pequena"), é o único museu da Roménia especializado em etnologia não europeia. O núcleo inicial do seu acervo é a coleção de artefactos reunida pelas membros da Associação Transilvana de Ciências Naturais (em alemão: Siebenburgische Verein fur Naturwissenschaften) ao longo do século XIX e início do século XX. A coleção foi expandida depois da abertura do museu em 1993 e atualmente tem mais de 3 000 peças.

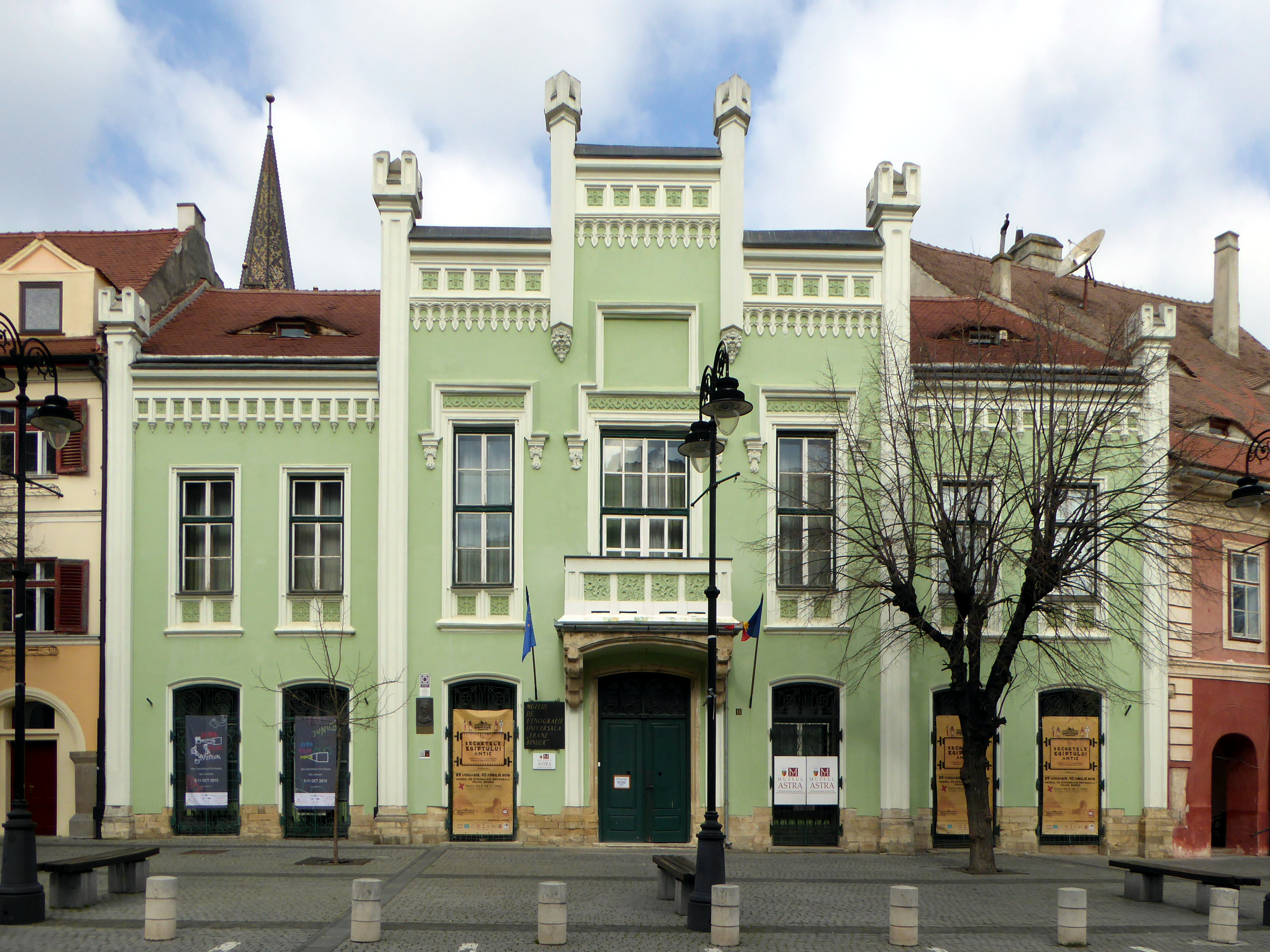
Casa Hermes, onde funciona o Museu Franz Binder e parte do Museu da Civilização Transilvana

O museu deve o seu nome a Franz Binder, um viajante, comerciante e diplomata saxão transilvano, natural de Sebeș, que passou mais de 20 anos em África em meados do século XIX. Binder juntou uma coleção de cerca de 500 peças tradicionais africanas, sobretudo de tribos que viviam ao longo do rio Nilo, que doou à Associação Transilvana de Ciências Naturais quando voltou à Transilvânia em 1862.
Uma das peças mais notáveis do museu é uma múmia egípcia doada pelo cônsul austro-húngaro no Egito em 1907, Hermann von Hannenheim. Arthur Soterius von Sachsenheim, outro nobre saxão transilvano, doou uma coleção de mais de cem objetos etnográficos reunida durante as suas viagens e expedições a várias partes do mundo. As coleções mais novas incluem peças do Japão, Indonésia, Equador e República Democrática do Congo, além de mais de 400 peças oferecidas à Presidência da Roménia entre 1965 e 1989.
A Casa Hermes, onde está instalado o museu e parte do Museu da Civilização Transilvana, é um edifício construído entre 1865 e 1867 como sede da Associação de Pequenos Artesãos, a confederação de corporações de ofício de Sibiu. Depois da Segunda Guerra Mundial, o edifício passou a ter o nome atual e teve várias funções comerciais e administrativas. Foi restaurada depois de 1989, antes de nela ser instalado o museu. Durante as obras de restauro foram descobertas várias peças heráldicas que atestam que o edifício foi a residência de Valentin Franck von Franckenstein (1643–1697), um influente saxão da cidade, que foi juiz real de 1686 até à sua morte, e o primeiro tradutor das obras de Ovídio para romeno e húngaro.

## Museu da Civilização Transilvana
Foi concebido como um museu tradicional, para apresentar uma visão interétnica e interdisciplinar da cultura transilvana, que dá continuidade ao Museu Astra original fundado em 1905. Quando este museu foi encerrado, parte das suas coleções, com mais de 50 000 peças, 15 000 delas etnográficas, passaram para o Museu Brukenthal, no qual funcionou, até 1990, uma secção de Arte Popular. As peças dessa secção passaram para o Museu da Civilização Transilvana quando este foi criado.
O museu tem um acervo de mais de 30 000 peças, a maior parte delas não expostas. 9 000 dessas estão classificadas como "muito valiosas". As coleções incluem vestuário e outros têxteis, nomeadamente bordados, cerâmica, objetos religiosos, bonecas e outros artefactos feitos de madeira, ferro ou osso. Está instalado numa parte da Casa Hermes, onde também funciona o Museu Franz Binder, e na Casa das Artes, ambas na Praça Pequena de Sibiu. Seguindo o conceito moderno de "museu vivo", o museu organiza várias feiras, concursos e oficinas de artesanato, em diversas especialidades. Uma das feiras é dedicada a brinquedos tradicionais e outra a olaria.

## Museu Emil Sigerus de Etnografia Saxã e Arte Popular

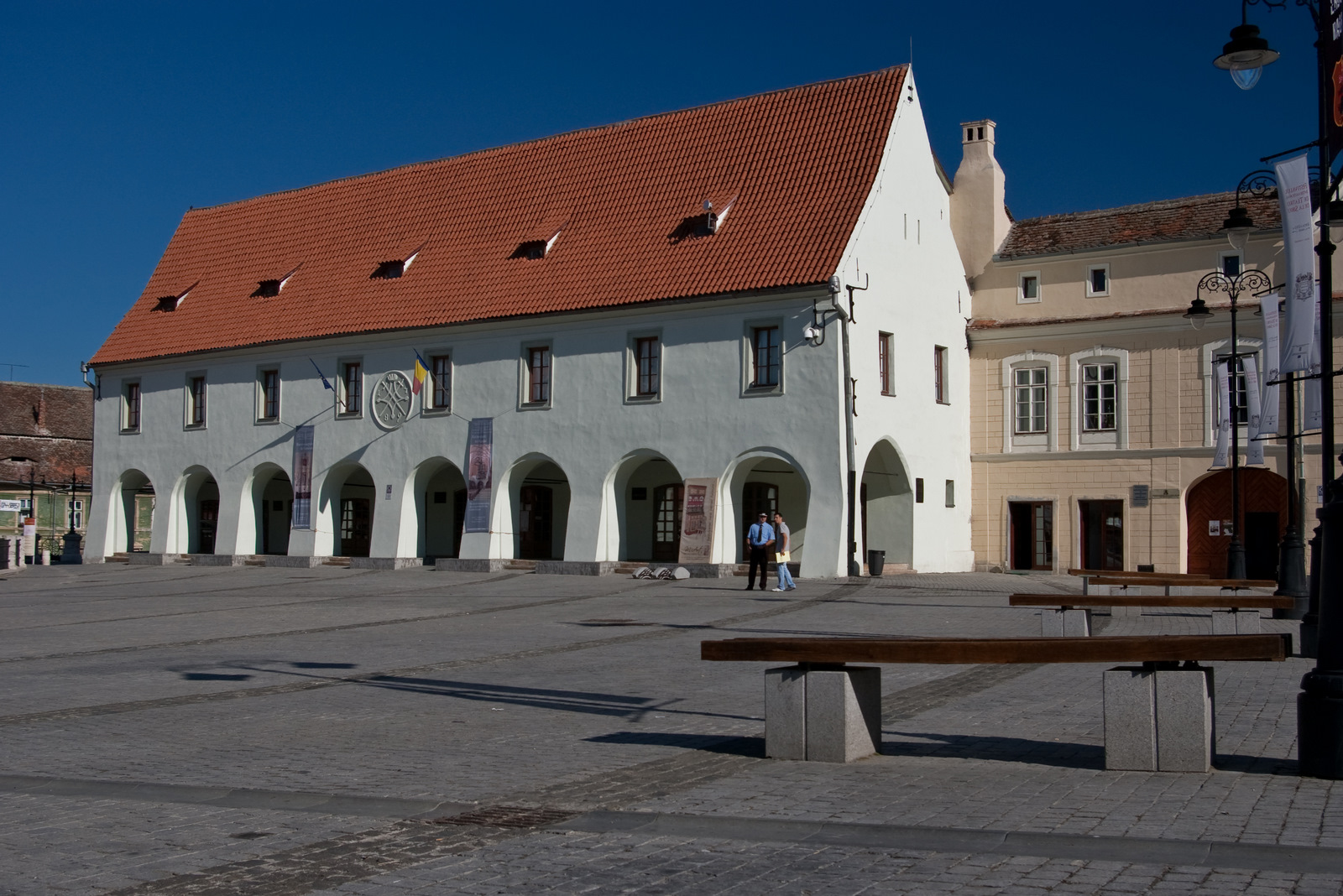
Casa das Artes, na Praça Pequena, onde funciona o Museu Emil Sigerus

Foi aberto em 1997, para tentar preencher a lacuna existente quanto ao papel dos saxões da Transilvânia na cultura transilvana e romena. O núcleo das coleções do museu são as peças do Museu Etnográfico da Associação dos Cárpatos da Transilvânia (em alemão: Siebenbürgischer Karpatenverein), uma organização de montanhismo fundada em 1880 por saxões da Transilvânia. Esse museu funcionou entre 1895 e 1920. Grande parte das peças desse primeiro museu foram doadas por Emil Sigerus, que ofereceu mais de 500 objetos, que incluíam têxteis, mobília pintada, peças de vidro, latão, prata e, sobretudo, cerâmica transilvana. Emil Sigerus foi um escritor e colecionador saxão transilvano natural de Sibiu, e o maior colecionador de arte popular saxã transilvana do fim do século XIX.
Em 1920, na sequência do encerramento do Museu Etnográfico da Associação dos Cárpatos da Transilvânia, as suas coleções passaram para o Museu Brukenthal em 1920, onde foram expostas num novo espaço do Palácio Brukenthal. Em 1950 passaram a fazer parte da secção de arte popular daquele museu. O acervo foi enriquecido ao longo dos anos através de doações e aquisições, totalizando 8 900 peças, organizadas em três coleções: uma de têxteis, onde se destacam os bordados, outra de mobília pintada e artigos do lar e outra de cerâmica. A coleção de têxteis inclui 4 300 peças extremamente valiosas e raras, tanto na Roménia como internacionalmente, que datam do século XVII ao século XIX. Incluem colchas festivas, paramentos religiosos, toalhas de mesa, roupa de cama, etc., que eram usadas com fins utilitários e de decoração nas residências urbanas e rurais, principalmente das regiões de Sibiu e Bistrița, mas também de Brașov.

## Departmentos

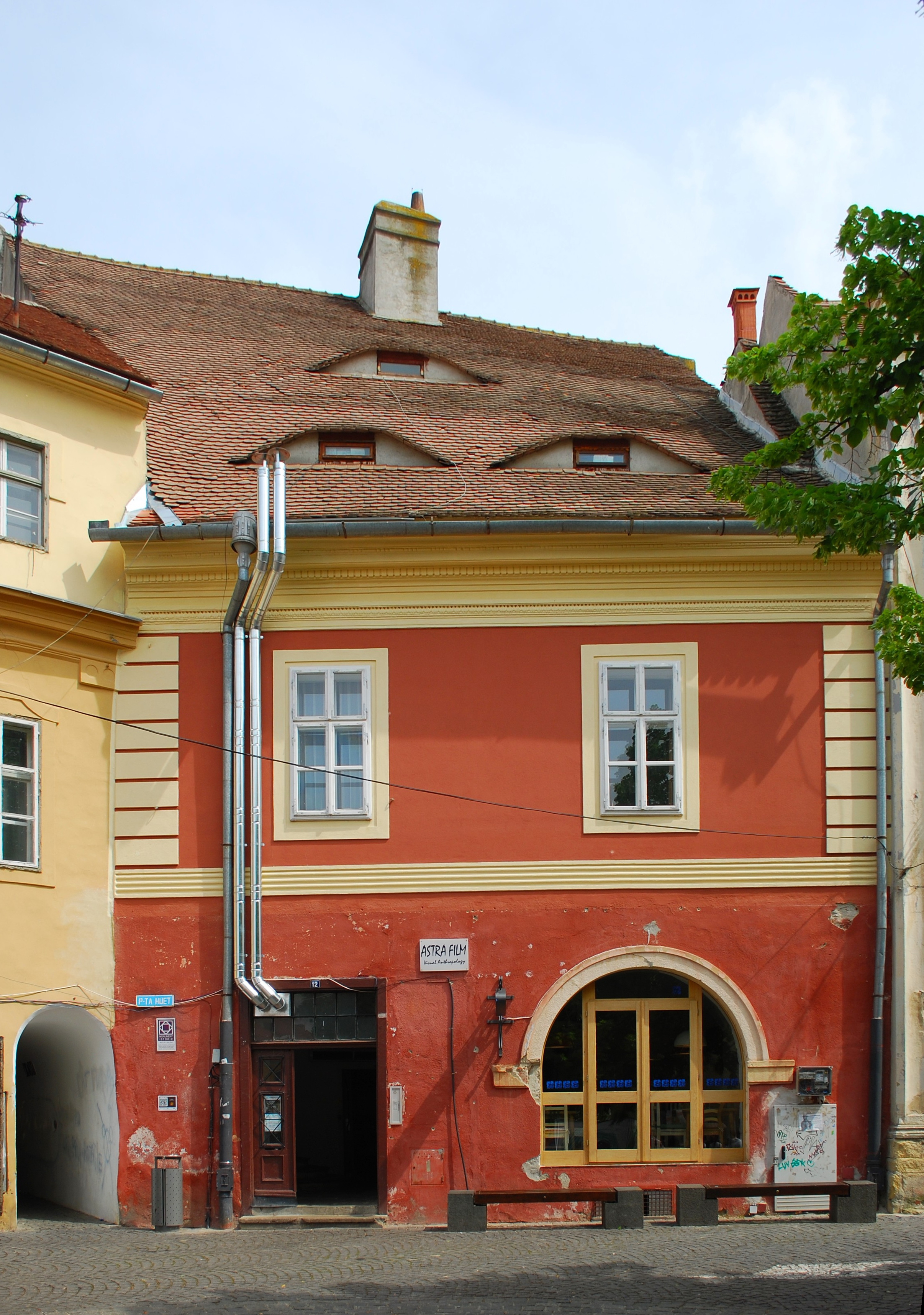
Estúdio Astra Film

Além dos quatro museus, o Complexo Astra têm vários departamentos relacionados com as suas atividades, dos quais se destacam os seguintes:
- Estúdio Astra Film — É um centro de cinema documental e antropologia visual, que conserva mais de 4 000 filmes documentais. Além de promover a produção de documentários, é um centro de recursos ao dispor de realizadores cinematográficos, estudantes de ciências sociais e em geral todos os interessados no uso de imagens visuais para perceber, descrever, analisar e interpretarem aspetos culturais e sociais.[1] Fundado em 1990, organiza desde 1993 o Festival Astra Film de cinema documental,[15] um dos mais importantes do seu género da Europa centro-oriental.[1]
- Centro de Documentação e de Informação Cornel Irimie — Tem uma biblioteca especializada e uma secção gráfica.
- Departamento de Educação — Promove atividades de de educação e de divulgação, que vão desde visitas guiadas às exposições permanentes e temporárias à organização de sessões de formação em artesanato e outras atividades educacionais e de recreação, bem como de eventos, alguns deles anuais, como feiras e concursos. Os destinatários das ações de formação e divulgação vão desde crianças e jovens, até profissionais ligados à educação e à conservação e restauro.
- Editora Museu Astra — Publica diversas obras para todo o tipo de público.

O complexo administra também duas lojas, onde são vendidos objetos de artesanato e publicações relacionadas com os temas dos museus, um restaurante tradicional, duas estalagens tradicionais que também têm restaurantes e um hostel.